# Perquín
Perquín é um município localizado no departamento de Morazán, em El Salvador.

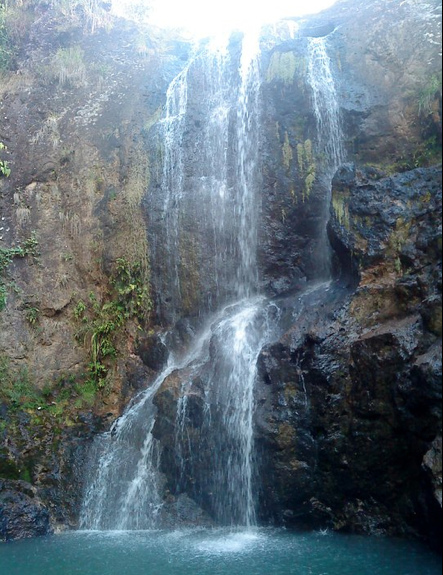
Cachoeira Llano del Muerto, em Perquín